# 沃爾特斯巴赫河
47°48′47″N 11°06′51″E / 47.813126°N 11.114173°E

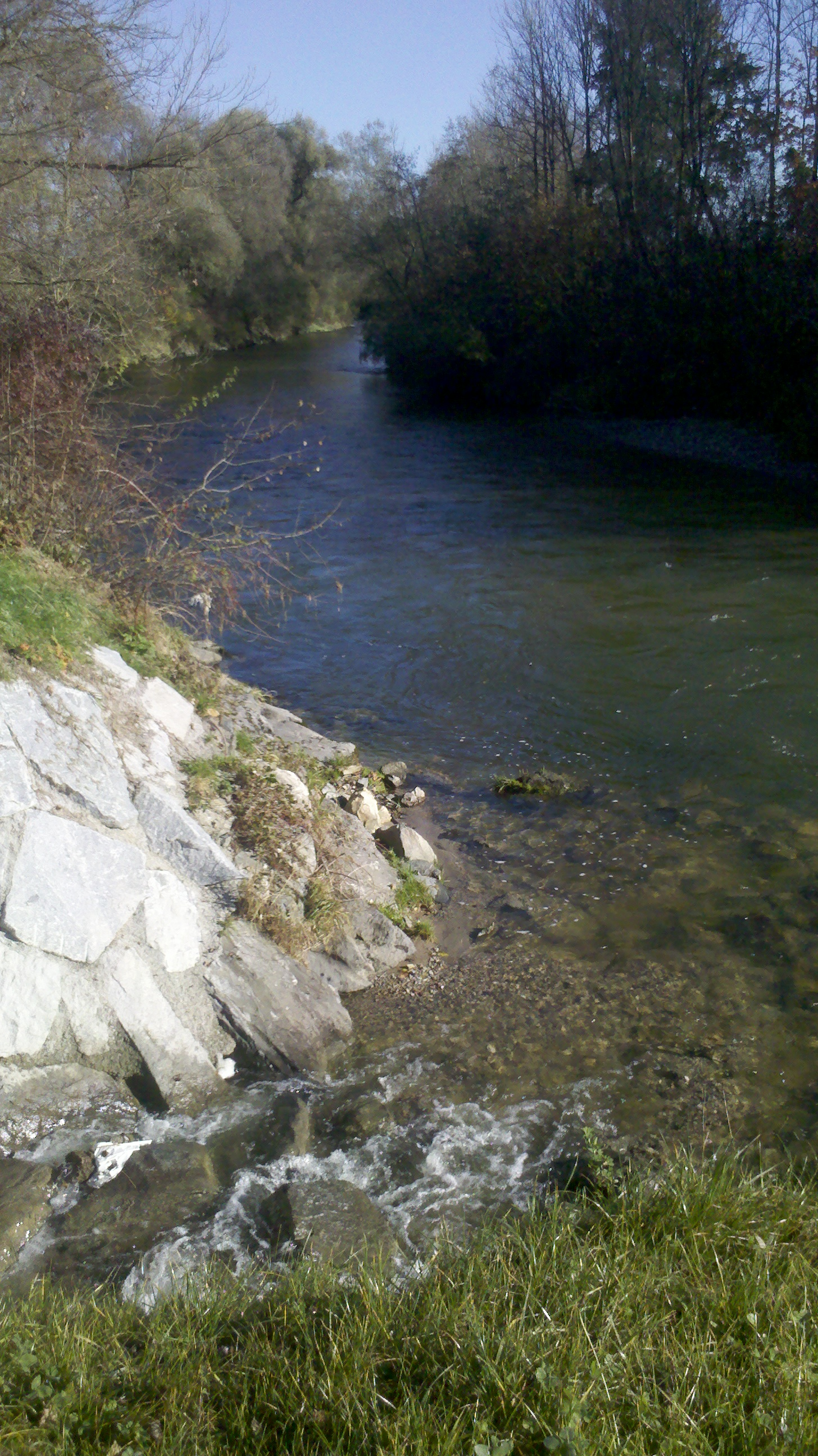

沃爾特斯巴赫河是德國的河流，位於該國東南部，由巴伐利亞負責管轄，屬於安珀河的左支流，河道全長8.3公里，流經魏爾海姆-雄高縣。